# 普瓦伊
普瓦伊（法語：Poilly，法語發音：[pwaji]）是法国马恩省的一个市镇，属于兰斯区。

## 地理
普瓦伊（49°12'58"N, 3°49'14"E）面积4.45 平方千米，位于法国大東部大區马恩省，该省份为法国东北部内陆省份，北起阿登省，西北接埃纳省，西南接塞纳-马恩省，南至奥布省，东南接上马恩省，东临默兹省。
与普瓦伊接壤的市镇（或旧市镇、城区）包括：布勒斯、莱里、萨尔西、特拉姆里、特雷隆、塔德努瓦城。

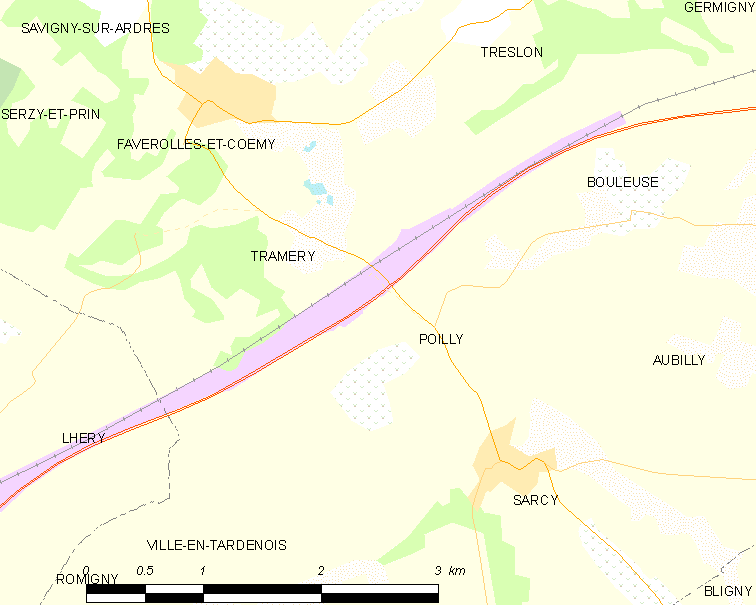
普瓦伊的OSM定位图

普瓦伊的时区为UTC+01:00、UTC+02:00（夏令时）。

## 行政
普瓦伊的邮政编码为51170，INSEE市镇编码为51437。

## 政治
普瓦伊所属的省级选区为多尔芒-香槟景县。

## 人口

1962-2008年间普瓦伊人口变化图示

普瓦伊于2022年1月1日时的人口数量为95人。